# Gomphoceras
Gomphoceras is een geslacht van uitgestorven cerhalopode weekdieren, dat leefde van het Ordovicium tot het Devoon.

## Beschrijving
Deze stevige, bolvormige nautiloïde koppotige had rechte of licht gekromde schalen met een lange 'woonkamer'. Deze bezaten eenvoudige septen (tussenschotjes) en T-vormige mondingen. De schelp was glad of gestreept. De lengte van de schelp bedroeg circa 7,5 centimeter.